# Средняя Золотиха

Средняя Золотиха — река в России, протекает в Пермском крае.

## Описание
Протекает по территории Красновишерского района Пермского края. Исток реки находится на восточных склонах горы Золотиха (748 м НУМ). Течёт преимущественно в северном и северо-западном направлениях, течение носит горный характер. Устье реки находится в 204 км по левому берегу реки Вишера, примерно в 1 км выше устья реки Нижняя Золотиха. Длина реки составляет 13 км. Бассейн реки располагается между бассейнами рек Нижняя Золотиха (на западе) и Верхняя Золотиха (на востоке).

## Данные водного реестра
По данным государственного водного реестра России относится к Камскому бассейновому округу, водохозяйственный участок реки — Кама от водомерного поста у села Бондюг до города Березники, речной подбассейн реки — бассейны притоков Камы до впадения Белой. Речной бассейн реки — Кама.
По данным геоинформационной системы водохозяйственного районирования территории РФ, подготовленной Федеральным агентством водных ресурсов:
- Код водного объекта в государственном водном реестре — 10010100212111100004624
- Код по гидрологической изученности (ГИ) — 111100462
- Код бассейна — 10.01.01.002
- Номер тома по ГИ — 11
- Выпуск по ГИ — 1